# Himledalens landskommun
Himledalens landskommun var en tidigare kommun i Hallands län. 

## Administrativ historik
Kommunen bildades som så kallad storkommun vid kommunreformen 1952 genom sammanläggning av landskommunerna Grimeton, Gödestad, Hunnestad, Nösslinge, Rolfstorp och Skällinge.
Den upplöstes den 1 januari 1971, då området gick upp i Varbergs kommun.
Femtio år efter kommunbildningen gjorde Svenska kyrkan en sammanläggning av motsvarande församlingar, som 2002 bildade Himledalens församling.
Kommunkoden 1952-1970 var 1322.

### Kyrklig tillhörighet
I kyrkligt hänseende tillhörde kommunen församlingarna Grimeton, Gödestad, Hunnestad, Nösslinge, Rolfstorp och Skällinge.

## Geografi
Himledalens landskommun omfattade den 1 januari 1952 en areal av 212,75 km², varav 199,18 km² land.

### Tätorter i kommunen 1960
I Himledalens landskommun fanns den 1 november 1960 ingen tätort. Tätortsgraden i kommunen var då alltså 0,0 procent.

## Politik

### Mandatfördelning i valen 1950-1966
| 8 | 22 | 2 | 3 |

| 34 |

| 8 | 19 | 3 | 5 |

| 32 |

| 5 | 24 |  | 5 |

| 31 |

| 7 | 22 | 2 | 4 |

| 33 |

| 6 | 23 | 2 | 4 |

| 31 |